# Urchin (film)
Pour les articles homonymes, voir Urchin.
Pour plus de détails, voir Fiche technique et Distribution.
Urchin est un film britannique réalisé par Harris Dickinson et sorti en 2025. Il s'agit de son premier long métrage en tant que réalisateur.
Le film est sélectionné dans Un Certain Regard lors du Festival de Cannes 2025.

## Synopsis
Mike, jeune sans-abri de Londres, lutte pour sortir d'un cycle d'autodestruction tout en essayant de changer sa vie.

## Fiche technique
Sauf indication contraire, les informations mentionnées dans cette section peuvent être confirmées par la base de données cinématographiques IMDb,  présente dans la section « Liens externes ».
- Titre : Urchin
- Réalisation et scénario : Harris Dickinson
- Musique : Alan Myson
- Direction artistique : N/A
- Décors : Anna Rhodes
- Costumes : Cobbie Yates
- Montage : Rafael Torres Calderón
- Photographie : Josée Deshaies
- Production : Scott O'Donnell et Archie Pearch
  - Production exécutive : Ama Ampadu, Alexandra Tynion, Olivia Tyson et Eva Yates
- Sociétés de production : British Film Institute et BBC Film
- Société de distribution : Ad Vitam Distribution (France)[1]
- Pays de production :  Royaume-Uni
- Langue originale : anglais
- Genre : drame
- Dates de sortie : 
  - France : mai 2025 (Festival de Cannes 2025) ; 11 février 2026 (sortie nationale)[1] Date sujette à modification

## Distribution
- Frank Dillane : Mike
- Megan Northam : Andrea
- Amr Waked : Franco
- Karyna Khymchuk : Ramona
- Shonagh Marie : Chanelle
- Harris Dickinson : Nathan

## Production

### Genèse et développement
En mai 2024, Harris Dickinson annonce qu'il va réaliser son premier long-métrage en tant que réalisateur. Le film est d'abord intitulé Dream Space.

### Attribution des rôles
Alors que le tournage du film est terminé, Frank Dillane est annoncé dans le rôle principal et est rejoint peu après par l'actrice franco-britannique Megan Northam.

### Tournage
Le tournage débute à Londres en juin 2024.

## Distinctions

### Récompenses
- Festival de Cannes 2025 : 
  - Meilleur acteur Un Certain Regard pour Frank Dillane
  - Prix FIPRESCI

### Sélections
- Festival de Cannes 2025 : sélection Un certain regard